# Slavko Perović (Fußballspieler)
Slavko Perović (kyrillisch: Славко Перовић; * 9. Juni 1989 in Kragujevac) ist ein ehemaliger serbischer Fußballspieler.

## Karriere

### Verein
Perović startete seien Vereinskarriere 2003 beim FK Radnički 1923 Kragujevac. Anschließend spielte er für die Jugend von FK Obilić und absolvierte hier auch einige Spiele für die Profimannschaft. 2006 wechselte er zu FK Roter Stern Belgrad. Hier blieb er eine halbe Spielzeit in der Jugendabteilung in dessen Anschluss er in den Profikader aufgenommen wurde. Für den Roter Stern war er bis zum Sommer 2011 tätig, wobei er für die Zeit von jeweils einer halben Saison an FK Srem und FK Napredak Kruševac ausgeliehen wurde.
2011 wechselte er zum Liga- und Stadtrivalen FK Rad und spielte die nächsten zwei Spielzeiten für diesen Verein. Zum Sommer 2013 wechselte er als Leihspieler in die türkische TFF 1. Lig zu Manisaspor. Dort gelang ihm unter anderem ein Hattrick am 17. Spieltag gegen Balıkesirspor innerhalb von 15 Minuten. Mit 19 Toren wurde Perović, zusammen mit Muhammet Reis, Torschützenkönig der TFF 1. Lig in der Saison 2013/14.
Nach seiner Rückkehr zum FK Rad bestritt er noch 13 Spiele, ehe er am 11. Januar 2015 ablösefrei zu Alanyaspor wechselte. Die Saison 2015/16 beendete man als Playoff-Sieger und stieg so in die Süper Lig auf.
Nach 45 Einsätzen und sieben Toren für Alanyaspor wechselte Perović zum Zweitligisten Denizlispor. Bereits zur Winterpause wechselte er zu seinem ehemaligen Verein Manisaspor. Anschließend war er für İstanbulspor aktiv und beendete 2020 seine Karriere bei Dinamo Bukarest.

### Nationalmannschaft
Perović absolvierte 2009 insgesamt vier Spiele für serbische U-21-Nationalmannschaft.

## Erfolge
- Serbischer Pokalsieger: 2010
- Torschützenkönig der TFF 1. Lig: 2013/14 (mit Muhammet Reis)